# Vực thẳm Challenger

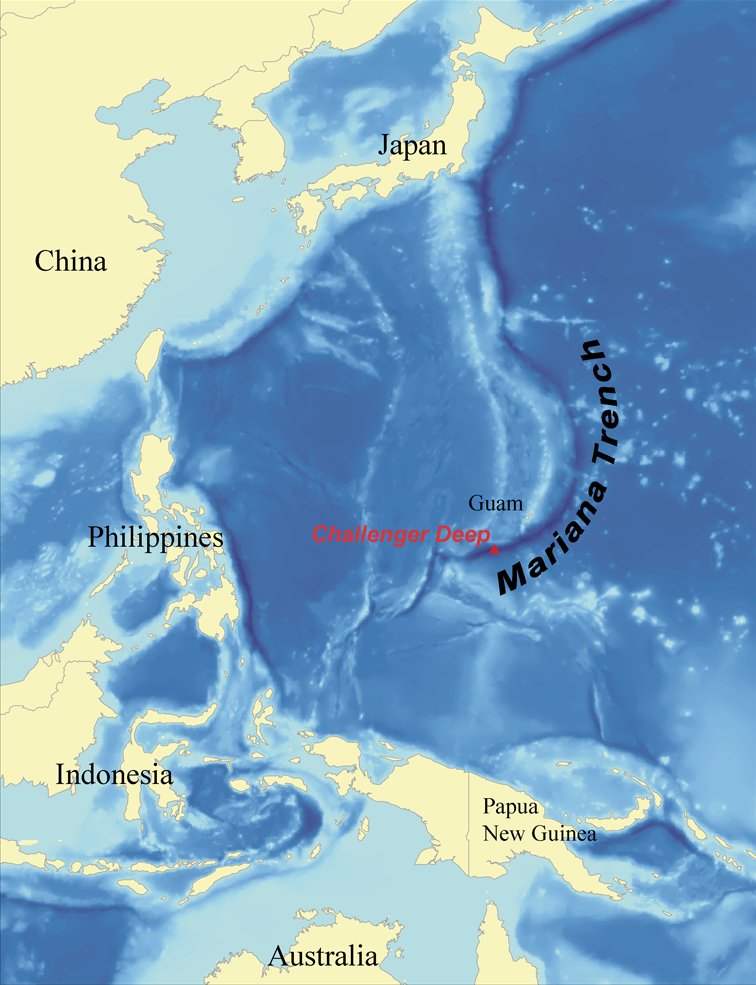
Vị trí của vực thẳm Challenger (chấm đỏ) trong rãnh Mariana.

Vực thẳm Challenger là điểm sâu nhất được biết đến trên Trái Đất, với độ sâu 10.902 m (35.768 foot) đến 10.916 m (35.814 foot) bằng cách đo lường trực tiếp từ tàu lặn, và hơn một chút theo cách đo độ sâu dùng sonar. Vực thẳm này nằm ở Thái Bình Dương, ở cuối phía nam của rãnh Mariana gần nhóm đảo Mariana. Vực thẳm Challenger là rãnh sụt tương đối nhỏ ở dưới cùng của một rãnh hình lưỡi liềm lớn hơn đáng kể. Đáy của nó dài là 11,3 km (7 dặm) và 1,6 km, độ dốc nhẹ, đảo gần vực thẳm Challenger là đảo Fais (một trong những hòn đảo ngoài của Yap), cách đó 289 km về phía tây nam, và Guam, 500 km về phía đông bắc. Vực thẳm đã được đặt tên theo tàu khảo sát Hải quân Hoàng gia Anh HMS Challenger.

## Thám hiểm
Hải quân Hoàng gia Anh HMS Challenger, có chuyến thám hiểm giai đoạn 1872-1876, thực hiện các lần đo chiều sâu đầu tiên của nó.
Theo phiên bản tháng 8 năm 2011 của GEBCO Gazetteer của Undersea Feature Names, vị trí của vực thẳm Challenger Deep được cho là 11º 22.4'B, 142º 35.5'Đ.
Năm 1951 Mariana được tàu Challenger II của Hải quân Hoàng gia Anh sử dụng kỹ thuật phản xạ sóng âm để thu lại âm thanh quay trở về khi sóng âm va vào đáy biển, tàu Challenger II đã đo được độ sâu 10.900 m tại tọa độ 11°19' Bắc và 142°15' Đông. Năm 1957, tàu Vityaz của Nga báo cáo độ sâu 11.034 m (36.201 ft), cho chỗ lõm sâu hoắm Mariana; sự đo đạc này đã không được thực hiện lặp lại nên khó có thể coi là chính xác.
Năm 1962, tàu hải quân Spencer F. Baird của Mỹ báo cáo độ sâu lớn nhất là 10.915 m (35.810 ft). Năm 1984, Nhật Bản gửi tàu Takuyo, một tàu khảo sát chuyên nghiệp hóa cao tới rãnh Mariana để thu thập dữ liệu bằng cách sử dụng các máy thu sóng âm phản xạ nhiều tia và hẹp; họ báo cáo độ sâu cực đại là 10.924 m (35.840 ft) (cũng có báo cáo là 10.920±10 m). Các phép đo chính xác nhất đã được thực hiện trên máy dò Kaiko của người Nhật vào ngày 24 tháng 3 năm 1995 cho kết quả 10.911 m (35.798 ft).
Gần đây (ngày 01 tháng 6 năm 2009) bằng phương pháp vẽ bản đồ dùng sonar, tàu Challenger Deep EM120 Simrad trên tàu RV Kilo Moana chỉ ra độ sâu 10.971 m (35.994 ft) (6,82 dặm).
Tháng 3 năm 2012, Deepsea Challenger, một chiếc tàu lặn, đã hoàn thành chuyến đi solo đầu tiên để tiếp cận với vực thẳm Challenger.